# Santa Inc.

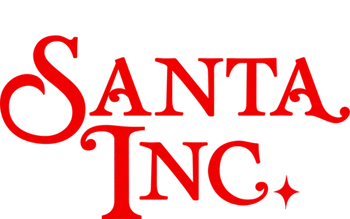

Santa Inc. è una serie televisiva d’animazione in stop-motion statunitense creata da Alexandra Rushfield, presentata in anteprima il 2 dicembre 2021 sulla piattaforma streaming HBO Max. In Italia è stata trasmessa su Sky Atlantic il 24 dicembre 2021.

## Trama
La trama segue Candy Smalls, una elfa che attualmente lavora come seconda al comando del Polo Nord, ma il suo obiettivo è diventare la successore e prima “Babbo Natale” femmina.

## Cast e personaggi
- Seth Rogen nei panni di Babbo Natale, noto come Saint Nick (il suo vero nome, in italiano San Nicola), un uomo allegro, sovrappeso e di mezza età.
- Sarah Silverman nei panni di Candy Smalls, l'elfa del rango più alto e la seconda al comando di Babbo Natale.
- Leslie Grossman nei panni di Cookie, una donna di pan di zenzero.
- Gabourey Sidibe nei panni di Goldie, una renna bisessuale e membro del B-team.
- Craig Robinson nei panni di Junior, il leader della A-team di renne tutta maschile.
- Nicholas Braun nei panni di Devin lo stagista.
- Maria Bamford nei panni di Mrs.Claus e Big Candy.

## Episodi
| Stagione       | Episodi | Pubblicazione USA | Prima TV Italia |
| -------------- | ------- | ----------------- | --------------- |
| Prima stagione | 8       | 2021              | 2021            |

## Controversie
Secondo The Daily Dot, il trailer della serie ha ricevuto molti commenti negativi e oltre 200.000 non mi piace su YouTube, da varie battute antisemite e sulla negazione dell'olocausto. Tuttavia, HBO Max ha disabilitato i commenti del trailer. Seth Rogen ha affermato che la serie è stata oggetto di recensioni negative da molti "suprematisti bianchi".